# Notre-Dame-du-Pé
Notre-Dame-du-Pé é uma comuna francesa na região administrativa do País do Loire, no departamento de Sarthe. Estende-se por uma área de 7.75 km². Em 2010 a comuna tinha 657 habitantes (densidade: 84,8 hab./km²).